# Бортвиг, Роман Иванович
Роман Иванович Бортвиг (Джордж Джон Роберт, также Роберт Иванович; ум. 1827) — шотландский военный моряк на русской службе.
Родился в Шотландии, в 1788 году. Был принят на русскую службу с чином мичмана, на корабле «Дерись», под командой капитан-лейтенанта Ломена, был в крейсерстве у шведских берегов. В 1784 году, участвовал в Эландском сражении. Во время стрельбы произошёл разрыв нескольких орудий, и орудийная прислуга боялась подходить к пушкам. Бортвиг стал сам заряжать орудия, и воодушевил команду. Орудие, из которого он стрелял, после нескольких выстрелов разорвалось, Бортвиг был тяжело ранен в ногу и в лицо. После лечения он был представлен императрице Екатерине II.

Согласно РБС:

Императрица, очень заинтересованная им, пожелала видеть его прежний портрет. <…> Увидев его искалеченное лицо, она сказала: «Душевно сожалею, сэр Роберт Бортвиг, об утрате благородной вашей физиономии, но теперешнее состояние вашего лица ясно свидетельствует о воинской вашей отваге и доблести, и потому не менее прежнего привлекательно». Потом возвратила ему портрет и пожаловала ему дорогую золотую табакерку с 500-ми червонцами.
В 1791 году присвоен чин лейтенанта, по 1795 год ежегодно плавал в Финском заливе.
В 1795—1800 годах служил на кораблях «Пимен» и «Богослов», плавал у берегов Англии и был в крейсерстве в Северном море.
В 1805—1808 годах Бортвиг служил на корабле «Уриил» под командованием капитана 2-го ранга Быченского, состоящим в эскадре вице-адмирала Сенявина, плавал в Средиземном море и участвовал в сражениях при осаде Новой Рагузы, в Дарданеллах, в десантной высадке на остров Лемнос и Афонском сражении.
Был награждён золотой шпагой «за храбрость» и 26 ноября 1807 года — орденом св. Георгия 4-й степени (№ 1880 по кавалерскому списку Григоровича — Степанова) за 18 морских кампаний.
В 1812—1814 годах был флаг-капитаном у адмирала Тета в плавании его эскадры у английских и французских берегов.
В 1819 году, командуя кораблем «Борей», перешёл в Кронштадт и по 1824 год плавал в Балтийском море.
В 1824 году, командуя отрядом из двух фрегатов, брига и шлюпки, ходил в Ботническом заливе.
В 1825 году командирован в Архангельск.
В 1826—1827 годах командовал 16-м флотским экипажем в Архангельске и кораблём «Коцбах».